# Сент-Роч Юнайтед (футбольний клуб)
Футбольний клуб Сент-Роч Юнайтедабо просто Сент-Роч Юнайтед (англ. St Roch United Football Club) — сейшельський футбольний клуб з міста Бель-Омбре на острові Мае.

## Історія
Футбольний клуб Сент-Роч Юнайтед було засновано в Бель-Омбре на острові Мае. Вагомих досягнень команда не має. До 2010 року виступала у нижчих дивізіонах національного чемпіонату. В 2010 році посіла 8-ме місце з 8-ми команд учасниць, але не вилетіла до нижчого дивізіону, оскільки з наступного року в Першому дивізіоні мали виступати 10 команд. В 2011 році команда показала кращий результат, з 10 команд-учасниць посіла 9-те місце, яке дозволило команді отримати шанс зберегти прописку в елітному дивізіоні, шляхом участі в плей-оф за збереження місця в лізі. На фоні результатів останніх сезонів, 2012 рік був вдалим для клубу. В національному чемпіонаті команда посіла високе для себе 7-ме місце, цей результат є найкращим в історії виступів клубу в Першому дивізіоні. В 2013 році команда посіла останн. 10-те місце в національному чемпіонаті, з тих пір команда не виступає в елітному дивізіоні національного чемпіонату.